# Nokia 5250
Il Nokia 5250 è uno smartphone prodotto dall'azienda finlandese Nokia e messo in commercio nel 2010.

## Caratteristiche
- Dimensioni: 105x50x14 mm
- Massa: 106 grammi
- Risoluzione display: 360x640 pixel con 16 milioni di colori.
- Autonomia: 7h conversazione, 450h stand-by.
- Fotocamera: 2.0 megapixel con la possibilità di filmare video a 30 Frame per Secondo, risoluzione 1600x1200 pixel.
- Sistema operativo: Symbian OS 9.4 Series60 v5.0 (Symbian^1)
- Memoria: 51 MB espandibile con MicroSD fino a 16 GB.
- Bluetooth, Micro USB e Radio FM.
- Memoria RAM: 128 MB
- Touchscreen: Sì, resistivo.
- Processore: ARM 11 a 434 Mhz.
- Sensori: sensore di prossimità, accelerometro.